# Cervone (Zastuhna), Vasîlkiv
Cervone (în ucraineană Червоне) este un sat în comuna Zastuhna din raionul Vasîlkiv, regiunea Kiev, Ucraina.

## Demografie
Componența lingvistică a localității Cervone
     Ucraineană (97,15%)
     Rusă (2,85%)
Conform recensământului din 2001, majoritatea populației localității Cervone era vorbitoare de ucraineană (97,15%), existând în minoritate și vorbitori de rusă (2,85%).